# Champ de blé à l'alouette
Champ de blé à l'alouette est un tableau réalisé par le peintre néerlandais Vincent van Gogh en juin-juillet 1887 à Paris, en France. Cette huile sur toile est un paysage qui représente un champ de blé duquel s'envole un oiseau. Envahi de bleuets et de coquelicots, il est montré ondulant sous le vent depuis un point de vue proche du sol, là où il a déjà été moissonné. L'œuvre est conservée au musée Van-Gogh, à Amsterdam.
Le même établissement compte dans ses collections un autre tableau au sujet proche, Champ de blé aux corbeaux, peint trois ans plus tard.

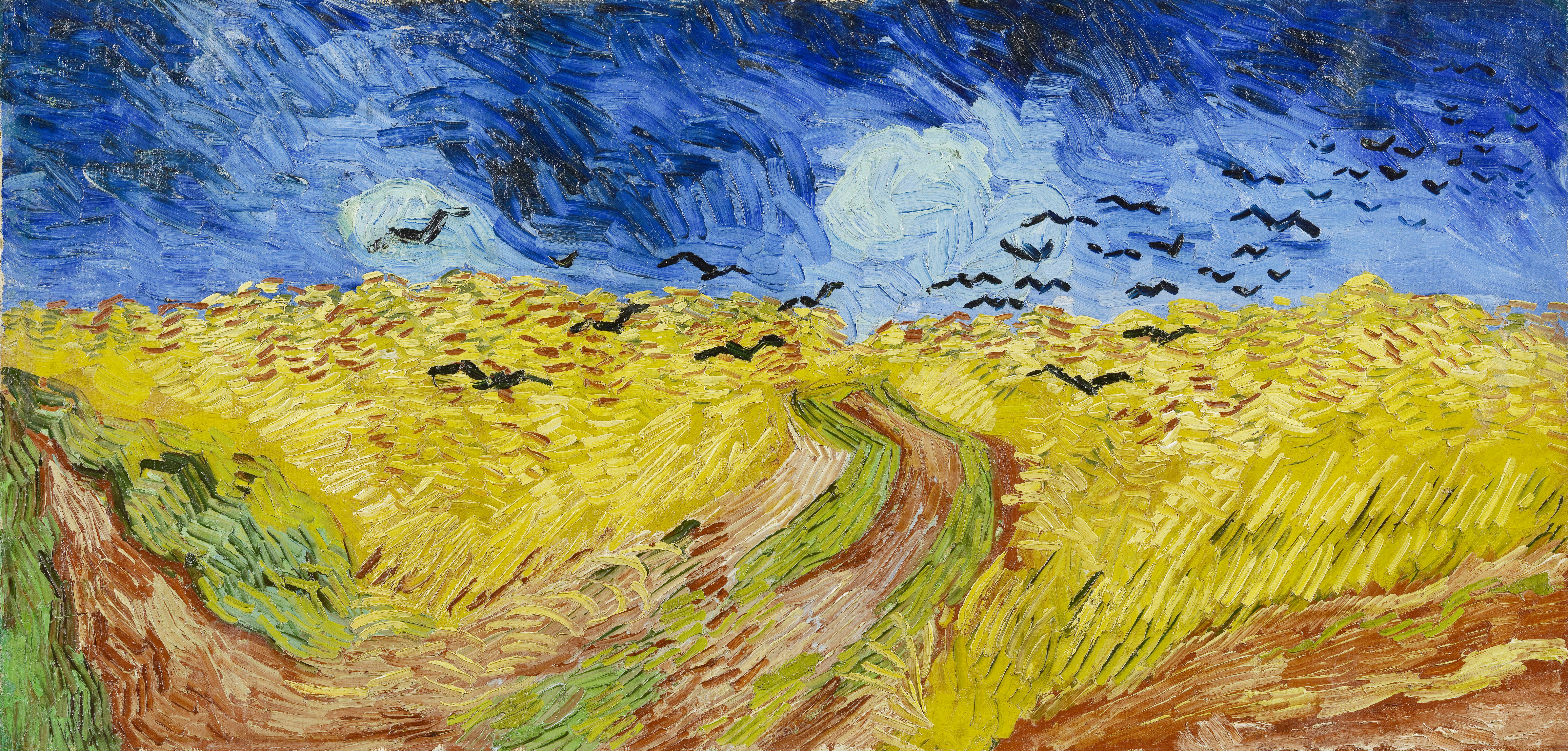
Champ de blé aux corbeaux, 1890.